# Maica Domnului de la parter
Maica Domnului de la parter este un film românesc din 2009 regizat de Andrei Cohn. Rolurile principale au fost interpretate de actorii Luminița Gheorghiu, Doru Ana, Dana Dogaru.

## Distribuție
Distribuția filmului este alcătuită din:
- Monica Bîrlădeanu — Doctorița
- Mihai Dorobanțu
- Rada Ixari — Infirmiera
- Alexandra Blejan — Fata de la magazin
- Dana Dogaru — Dna. Mihaela
- Constantin Drăgănescu — Administratorul
- Doru Ana — Preotul
- Luminița Gheorghiu — Dna. Ani
- Gabriel Spahiu — Vali
- Mircea Andreescu — Dl. Nanoveanu